# Ángel Roffo
Ángel Honorio Roffo (Buenos Aires, 30 dicembre 1882 – Buenos Aires, 23 luglio 1947) è stato un medico argentino.
Durante la sua carriera si occupò principalmente della ricerca e del trattamento del cancro.

## Biografia
Si laureò nel 1909 all'Università di Buenos Aires con una tesi dal titolo A contribution to the study of Cancer. Dopo aver lavorato nel dipartimento di urologia della stessa università, fra il 1912 e il 1915 divenne professore ordinario di anatomia patologica.
Nel 1912 Daniel Cranwell presentò presso l'Accademia Nazionale Argentina di Scienze Mediche uno studio dal titolo Cáncer experimental, che illustrava i risultati degli esperimenti di laboratorio condotti su animali. Questo lavoro fu determinante per la decisione politica di fondare in Argentina un istituto per la ricerca e il trattamento del cancro.

Nel 1922 il centro di ricerca fu sostituito dall'Instituto de Medicina Experimental, diretto da Roffo, che in seguito divenne uno dei più importanti specialisti dell'America Latina per questa malattia.
Durante gli anni venti, Roffo si recò più volte in Europa, incontrando diversi scienziati, fra i quali il premio Nobel Marie Curie con la quale discusse di un possibile impiego della radioterapia nel trattamento del cancro.
Roffo fu uno dei primi scienziati ad aver dimostrato empiricamente il nesso causale fra la proliferazione dei tumori e alcune sostanze presenti nel fumo di sigaretta, prodotte dalla combustione del tabacco.

Convintosi alla fine degli anni '20 del legame esistente fra fumo e cancro, nel decennio seguente pubblicò una serie di ricerche sul ruolo del fumo di tabacco nella carcinogenesi. A giudizio di Robert N. Proctor, storico della scienza all'Università di Stanford, le ricerche di Roffo furono il più rilevante lavoro scientifico sull'industria del tabacco realizzato nella prima metà del XX secolo.
Roffo fu autore di un minore numero di pubblicazioni sull'incidenza della radiazione solare ultravioletta e i tumori della pelle nelle zone più esposte del corpo (come mani e viso), e la sua possibile correlazione con l'eliotropismo dell'ormone colesterolo.
Roffo ricevette varie onorificenze in Argentina, Brasile, Perù, Bolivia, Venezuela, Francia, Spagna, Portogallo, Italia e Germania.
Alla sua memoria fu intitolato l'istituto oncologico dell'Università di Buenos Aires (Instituto de Oncología).